# Гарсия, Джуда
Джуда Гарсия (24 декабря 2000 года, Сан-Фернандо, Тринидад и Тобаго) — тринидадский футболист, полузащитник.

## Карьера
Начинал свою карьеру на родине. Несколько лет хавбек отыграл в клубе «Пойнт-Фортин Сивик». В конце 2020 года перешел в команду индийской Ай-Лиги «Нерока». После нескольких лет, проведенных во второй команде греческого АЕК, Джуда Гарсия перешел в албанский клуб «Партизани». Дебютировал за него он 17 июля 2025 года в ответном матче первого раунда квалификации Лиги конференций УЕФА против «Нымме Калью» из Эстонии.

## Сборная
Некоторое время Джуда Гарсия выступал за молодежную сборную страны. За главную национальную команду страны он дебютировал 17 апреля в товарищеском матче против сборной Панамы, завершившимся победой соперников со счетом 1:0. В поединке Гарсия вышел на замену.

## Семья
Братья — Ливай, Натаниэль и Даниэль — также являются футболистами. В их семье есть еще две сестры.